# Dojd
Dojd  (russe : Дождь, litt. « La Pluie ») est une chaîne de télévision russe indépendante créée en avril 2010 par Natalia Sindeïeva. La chaîne vise à briser les stéréotypes habituellement attachés à la télévision en diffusant des contenus intellectuels.
Après avoir fermé le 3 mars 2022 dans un contexte de répression envers les médias indépendants à la suite de l'invasion de l'Ukraine par la Russie, la chaîne rouvre en ligne à la mi-juillet, ses locaux étant délocalisés à Riga.

## Positionnement politique
Dojd est connue pour être passé du statut de simple projet indépendant issu d'Internet à la première chaîne de télévision d'opposition de Russie à avoir été diffusée sur la télévision fédérale puis la télévision satellitaire. Elle est également connue au sein du paysage médiatique russe pour avoir été la première chaine à lancer un nouveau modèle économique fondé sur le paiement d’un abonnement.
Après avoir permis de faire éclater au grand jour différents scandales politiques et avoir adopté une attitude particulièrement critique vis-à-vis du pouvoir en place, la chaîne se faire exclure des chaînes fédérales, lui causant d'énormes difficultés financières allant jusqu'à remettre en question son existence. Toutefois celle-ci finit par trouver d'autres sources de revenus ainsi qu'un nouveau modèle économique lui permettant de rester indépendante tout en maintenant une stratégie « critique » vis-à-vis du pouvoir en place.

## Premiers événements politiques couverts
Le premier événement à caractère politique que la chaîne ait couvert concerne les manifestations contre la déforestation de la région de Khimki qui eurent lieu de 2007 à 2012 à la suite de la construction d’une autoroute payante visant à relier Moscou à Saint-Pétersbourg . Dojd fut en 2010, la première et la seule chaîne à couvrir ces manifestations. La même année, la chaîne couvrit également les manifestations anti-caucasiens organisés à Manejnaïa plochtchad à la suite du meurtre d’un supporteur de football par des personnes originaires du Caucase. La chaîne Dojd fut la seule chaîne de télévision à diffuser ces événements en direct ce qui lui permit d'obtenir une certaine reconnaissance de la part de médias tels que Kommersant, Radio Free Europe  et Grani.ru.

## Rôle dans les manifestations de 2011/2012
La chaîne a été la première à diffuser des images des manifestations contestant les élections législatives russes de décembre 2011. La journaliste et politologue Tatiana Malkina remarque « qu'après les meetings de décembre, le public de Dojd s’est élargi de façon astronomique, vu que les chaînes fédérales ne montraient pas ce qui se passait dans le pays, elles se sont privées de public. Et les gens qui voulaient avoir l’image en plus des mots sont partis sur Dojd, puis ils y sont restés par inertie. Même si avec la baisse de l’activité contestataire au sein de la société russe, l’audimat de la chaîne s'est aussi mis à chuter ». Accusée par le député de Russie unie Robert Schlegel d'avoir été financée par le département d'État américain à la suite de ses reportages sur les manifestations, la chaîne a indiqué que le coût total des programmes dédiés à la couverture des manifestations ne s'était élevé qu'à 150 000 roubles, grâce notamment à l'utilisation de Skype pour les entretiens sur le terrain.

## Marginalisation depuis 2014
À l'occasion du 70e anniversaire de la levée du siège de Leningrad en janvier 2014, la chaîne suscite l'indignation en lançant un sondage dans lequel elle demande si la ville n'aurait pas pu être abandonnée à la Wehrmacht « pour protéger des milliers de vies humaines ». Les opérateurs de télévision par satellite et par câble interrompent la diffusion de la chaîne, profitant du prétexte pour marginaliser un média libéral. Depuis février 2014, Dojd n'est plus diffusée à grande échelle en Russie et la chaîne a perdu d'un seul coup 80 % de son audience. Le rédacteur en chef Mikhaïl Sygar en attribue la responsabilité aux pressions politiques du Kremlin. Le Conseil présidentiel des droits de l'homme a exigé que la légalité des actions des opérateurs de réseau soit examinée, ceux-ci exerçant ainsi la fonction de censeurs. Depuis lors, Dojd ne peut plus être vu que par Internet et par quelques fournisseurs régionaux en Russie. Le financement est assuré par les contributions des abonnés ; cela représente un obstacle supplémentaire pour attirer les téléspectateurs habitués aux médias d'État gratuits.
Le 25 novembre 2014, le Comité pour la protection des journalistes a décerné un prix pour la liberté de la presse au rédacteur en chef de Dojd, Mikhaïl Sygar.
Le 17 décembre 2014, Ksenia Sobtchak participe pour la chaîne en difficulté à la conférence de presse de Vladimir Poutine et a pu — contrairement au déroulement habituel — poser deux questions, dont la deuxième portait sur l'incitation à la haine contre les opposants. Le président russe a nié toute influence officielle : « Aucun officiel, aucun membre des organes de l'État ne participe à des chasses à l'homme ». Le président Poutine en personne avait mis en garde à la mi-mars, dans son discours de victoire lors de la crise de Crimée, contre d'éventuels ennemis de l'intérieur, commandés de l'extérieur.
En juillet 2019, Daria Polygaïeva présente son émission avec une bouteille de vin géorgien sur la table, alors que le boycott de ce même vin était en cours de discussion à la Douma.

### Fermeture en Russie et réouverture à Riga
Le 1er mars 2022, l'accès à la chaîne a été bloqué à la demande du parquet général russe en même temps que la station de radio Écho de Moscou. La chaîne avait continué à couvrir l'invasion russe de l'Ukraine en 2022 malgré l'interdiction de Poutine. Le 3 mars 2022, Natalia Sindeïeva annonce l'interruption des activités de Dojd.
Les journalistes rouvrent la chaîne depuis Riga en juillet de la même année et poursuivent leurs émissions depuis la Lettonie.

## Diffusion
Le site internet de Dojd TV assure une diffusion en direct de ses programmes et des rediffusions régulières de ses archives.